# Sachsia
Sachsia — рід грибів. Назва вперше опублікована 1894 року.